# Hisingerit
Hisingerit ist ein eher selten vorkommendes Mineral aus der Mineralklasse der „Silikate und Germanate“ mit der chemischen Zusammensetzung Fe3+4[(OH)8|Si4O10]·4H2O und damit chemisch gesehen ein wasserhaltiges Eisen-Silikat mit zusätzlichen Hydroxidionen. Strukturell gehört Hisingerit zu den Schichtsilikaten.
Hisingerit kristallisiert im monoklinen Kristallsystem, findet sich jedoch nur in Form massiger, kompakter oder feinkugeliger Mineral-Aggregate mit einem harz- bis glas- oder auch fettähnlichem Glanz auf den Oberflächen. Das durchsichtige bis durchscheinende Mineral ist von dunkelbrauner bis schwarzer, selten auch dunkelgrüner Farbe. Dünnschliffe erscheinen im Durchlicht auch grünlichbraun oder goldgelb. Die Strichfarbe von Hisingerit ist dagegen immer gelblichbraun.

## Etymologie und Geschichte

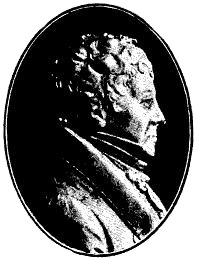
Namensgeber Wilhelm von Hisinger

In dem von Jöns Jakob Berzelius 1815 veröffentlichten Werk Försök till ett rent kemiskt Mineralsystem, das 1816 durch Chr. Gmelin und W. Pfaff mit dem Titel Neues System der Mineralogie ins Deutsche übersetzt wurde, wird das zunächst als Hisingrit bezeichnete Mineral in die Gruppe der Silikate eingeordnet. Berzelius zitiert dabei den 3. Band von Wilhelm von Hisinger Werk Afhandlingar i physik, chemie och mineralogie (deutsch: Abhandl. über Phys. usw.; S. 306), wo das Mineral bereits zuvor erwähnt wurde.
Berzelius bezeichnete also das Mineral nach dessen Erstbeschreiber. Hisinger selbst bestätigt die Mineralbenennung mit allerdings korrigierter Schreibweise 1828 in seinem Artikel Analyse des mit dem Namen Hisingerit belegten Eisensilicats, der zudem eine erste Analyse des Minerals und dessen Typlokalität nahe der Ortschaft Riddarhyttan in der schwedischen Gemeinde Skinnskatteberg (Provinz Västmanlands län) enthält. Durch die Analysen für die Darstellung der chemischen Zusammensetzung wurde das Typmaterial von Hisingerit aus Riddarhyttan vollständig verbraucht.
Da der Hisingerit bereits lange vor der Gründung der International Mineralogical Association (IMA) bekannt und als eigenständige Mineralart anerkannt war, wurde dies von ihrer Commission on New Minerals, Nomenclature and Classification (CNMNC) übernommen und bezeichnet den Hisingerit als sogenanntes „grandfathered“ (G) Mineral. Die ebenfalls von der IMA/CNMNC anerkannte Kurzbezeichnung (auch Mineral-Symbol) von Hisingerit lautet „Hsg“.

## Klassifikation
Bereits in der veralteten 8. Auflage der Mineralsystematik nach Strunz gehörte der Hisingerit zur Mineralklasse der „Silikate und Germanate“ und dort zur Abteilung der „Schichtsilikate (Phyllosilikate)“, wo er zusammen mit Allophan im Anhang der „Hydroserpentin-Reihe (trioktaedrisch)“ mit der System-Nr. VIII/E.11b und den inzwischen diskreditierten „Hauptmineralen“ Hydroantigorit und Hydroamesit eingeordnet war.
Im zuletzt 2018 überarbeiteten und aktualisierten Lapis-Mineralienverzeichnis nach Stefan Weiß, das sich aus Rücksicht auf private Sammler und institutionelle Sammlungen noch nach dieser alten Form der Systematik von Karl Hugo Strunz richtet, erhielt das Mineral die System- und Mineral-Nr. VIII/H.26-050. In der „Lapis-Systematik“ entspricht dies der ebenfalls der Abteilung „Schichtsilikate“, wo Hisingerit zusammen mit Allophan, Imogolith, Neotokit und Odinit die unbenannte Gruppe VIII/H.26 bildet.
Auch die von der International Mineralogical Association (IMA) zuletzt 2009 aktualisierte 9. Auflage der Strunz’schen Mineralsystematik ordnet den Hisingerit in die Abteilung der „Schichtsilikate“ ein. Diese ist allerdings weiter unterteilt nach der Struktur der Schichten, so dass das Mineral entsprechend seinem Aufbau in der Unterabteilung „Schichtsilikate (Phyllosilikate) mit Kaolinitschichten, zusammengesetzt aus tetraedrischen und oktaedrischen Netzen“ zu finden ist, wo es zusammen mit Halloysit und Hydrohalloysit die „Halloysitgruppe“ mit der System-Nr. 9.ED.10 bildet.
Die vorwiegend im englischen Sprachraum gebräuchliche Systematik der Minerale nach Dana ordnet den Hisingerit ebenfalls in die Klasse der „Silikate und Germanate“ und dort in die Abteilung der „Schichtsilikatminerale“ ein. Hier ist er zusammen mit Allophan, Imogolith, Neotokit und Zinalsit in der „Allophangruppe“ mit der System-Nr. 71.01.04 innerhalb der Unterabteilung „Schichtsilikate: Schichten von sechsgliedrigen Ringen mit 1:1-Lagen“ zu finden.

## Kristallstruktur
Hisingerit kristallisiert im monoklinen Kristallsystem mit den Gitterparametern a = 5,40 Å; b = 9,03 Å; c = 14,99 Å und β = 98,3° sowie zwei Formeleinheiten pro Elementarzelle. Die Raumgruppe, in der das Mineral kristallisiert, wurde bisher nicht ermittelt.

## Bildung und Fundorte

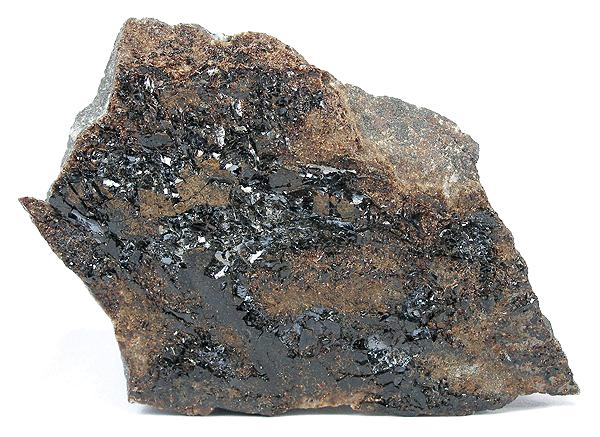
Hisingerit (schwarz) in Matrix aus Långban (Filipstad), Värmlands län, Schweden

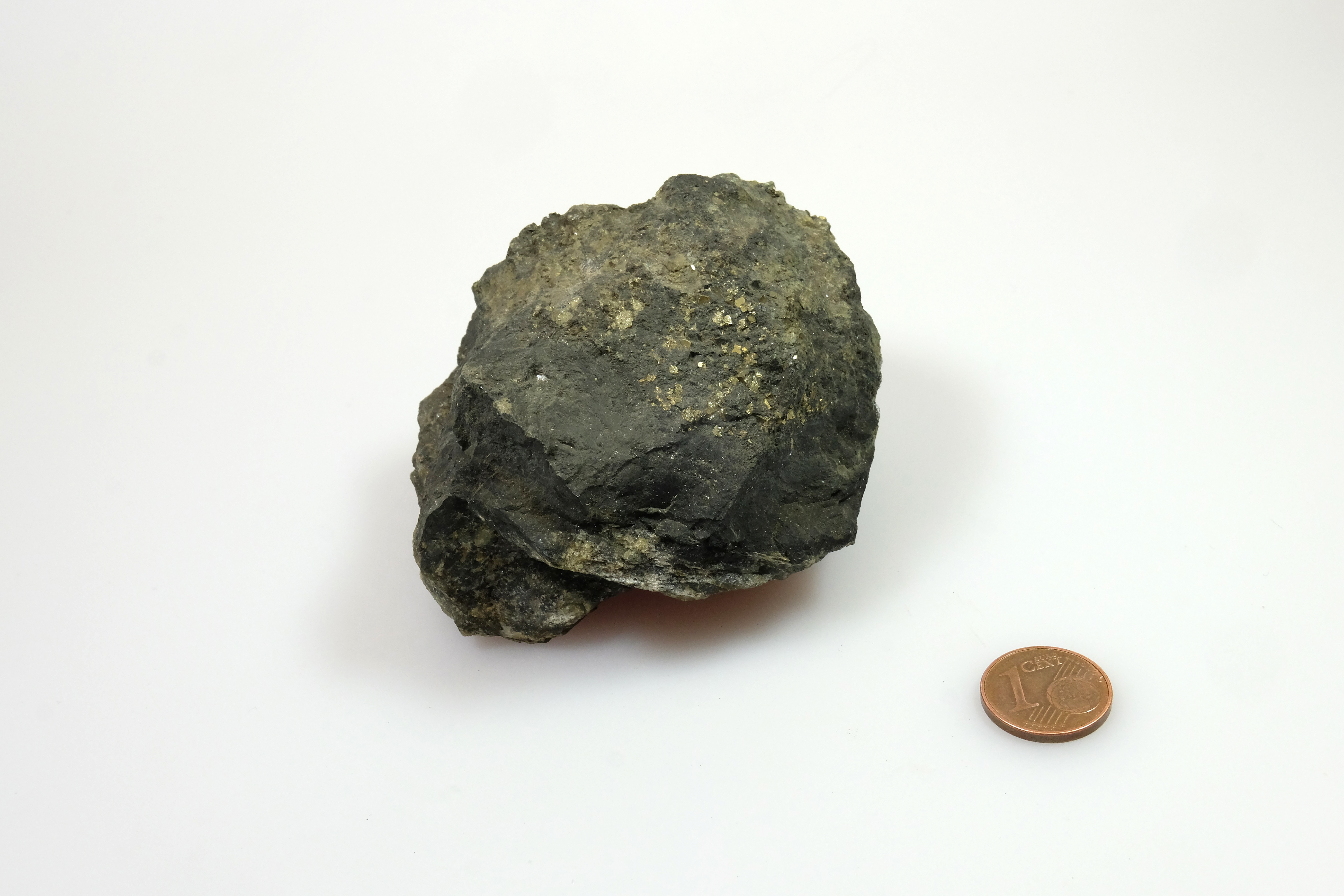
Derbes Hisingerit-Aggregat aus Bodenmais, Bayern, Deutschland

Hisingerit bildet sich sekundär entweder durch Verwitterung oder späte deuterische oder hydrothermale Umwandlung von eisenhaltigen Silikaten bzw. Sulfaten oder durch späte hydrothermale Aktivität bei der Ablagerung von Sulfaten. Als Begleitminerale können unter anderem verschiedene Olivine und Pyroxene sowie Pyrit, Chalkopyrit und Pyrrhotin auftreten.
Als eher seltene Mineralbildung kann Hisingerit an verschiedenen Fundorten zum Teil reichlich vorhanden sein, insgesamt ist er aber wenig verbreitet. Weltweit sind bisher rund 160 Vorkommen dokumentiert (Stand 2023). In Schweden konnte das Mineral außer an seiner Typlokalität Riddarhyttan noch in der ebenfalls in der Provinz Västmanlands län liegenden „Johannisberggruvan“ in der Gemeinde Norberg entdeckt werden. Des Weiteren fand sich Hisingerit unter anderem in der Grube Ytterby auf der Insel Resarö in der Provinz Stockholm, in den Kupfergruben von Falun und der polymetallischen Erzgrube „Garpenberg Nord“ (auch Garpenberg Norra) in der Provinz Dalarnas, in der Magnetiterzgrube „Sjöström“ (Gemeinde Hofors) in der Provinz Gävleborgs, im aufgelassenen Steinbruch „Norra Fjäll“ (auch Norrfjäll) auf der Insel Väddö und der aufgelassenen „Dannemoragruvan“ in der Gemeinde Östhammar in der Provinz Uppsala sowie in mehreren Gruben und Erzfeldern der Provinzen Örebro, Östergötlands und Värmlands.
In Deutschland fand sich Hisingerit bisher im Steinbruch „Steinerleinbach“ in der Gemeinde Röhrnbach, im Graphit-Bergwerk „Kropfmühl“, im ehemaligen Bergwerk am Silberberg bei Bodenmais und am Teichelberg in der Gemeinde Pechbrunn in Bayern; in einem Gabbro-Steinbruch (auch Bärensteinbruch) im Radautal nahe Bad Harzburg (siehe auch Harzburger Gabbro) und in der Grube Glücksrad bei Oberschulenberg in Niedersachsen; im aufgelassenen Steinbruch „Karrenberg“ bei Reichweiler in Rheinland-Pfalz sowie im Schacht 152 der Grube Vater Abraham bei Lauta (Marienberg) und im Besucherbergwerk St. Christoph in der Gemeinde Breitenbrunn in Sachsen.
Der bisher einzige bekannte Fundort in Österreich ist der aufgelassene Steinbruch „Am Schuß“ in der Gemeinde Weiten (Niederösterreich).
Auch in der Schweiz ist mit der „Mine des Moulins“ bei Saint-Luc VS im Val d’Anniviers des Kantons Wallis bisher nur ein Fundort bekannt.
Weitere Fundorte liegen unter anderem in Australien, Bolivien, Chile, China (Innere Mongolei), Finnland, Frankreich, Griechenland, Grönland, Israel, Italien, Japan, Kanada, Kirgistan, Mexiko, Namibia, Norwegen, Rumänien, Russland, Spanien, Tadschikistan, Tschechien, Ukraine, Ungarn, im Vereinigten Königreich (England) und den Vereinigten Staaten von Amerika (Arizona, Colorado, Delaware, Idaho, Kalifornien, Maine, Michigan, Minnesota, Nevada, New Hampshire, New Mexico, New York, Pennsylvania, Utah, Virginia, Washington, Wisconsin).
Auch in Mineralproben vom Meeresboden im Pazifischen Ozean, genauer vom „Piyp seamount“ in der Beringsee, konnte Hisingerit nachgewiesen werden.